# Vergeletto

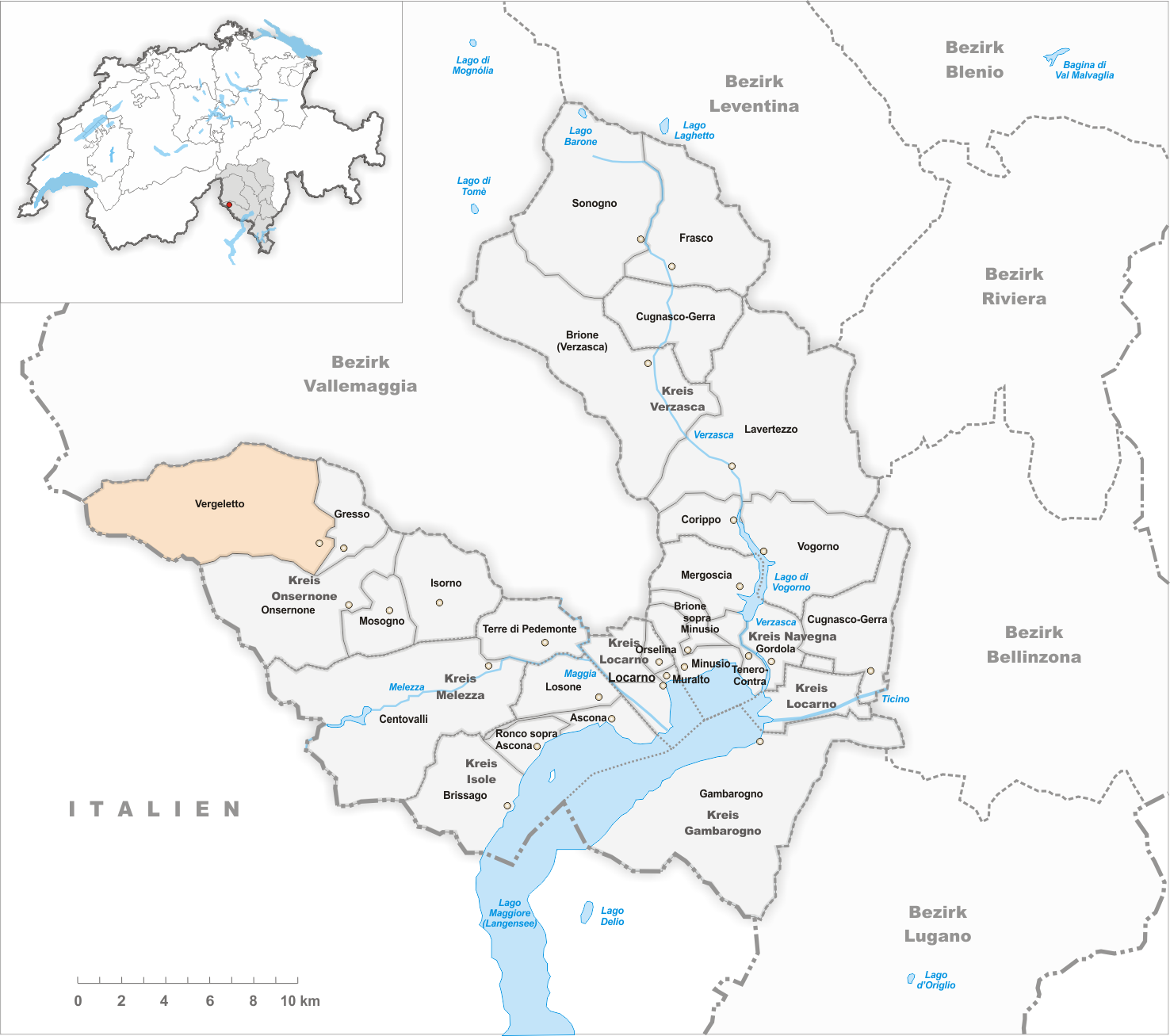
Gemeindestand vor der Fusion am 10. April 2016

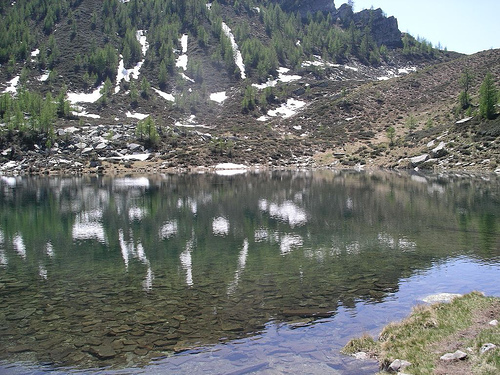
Saleiseelein

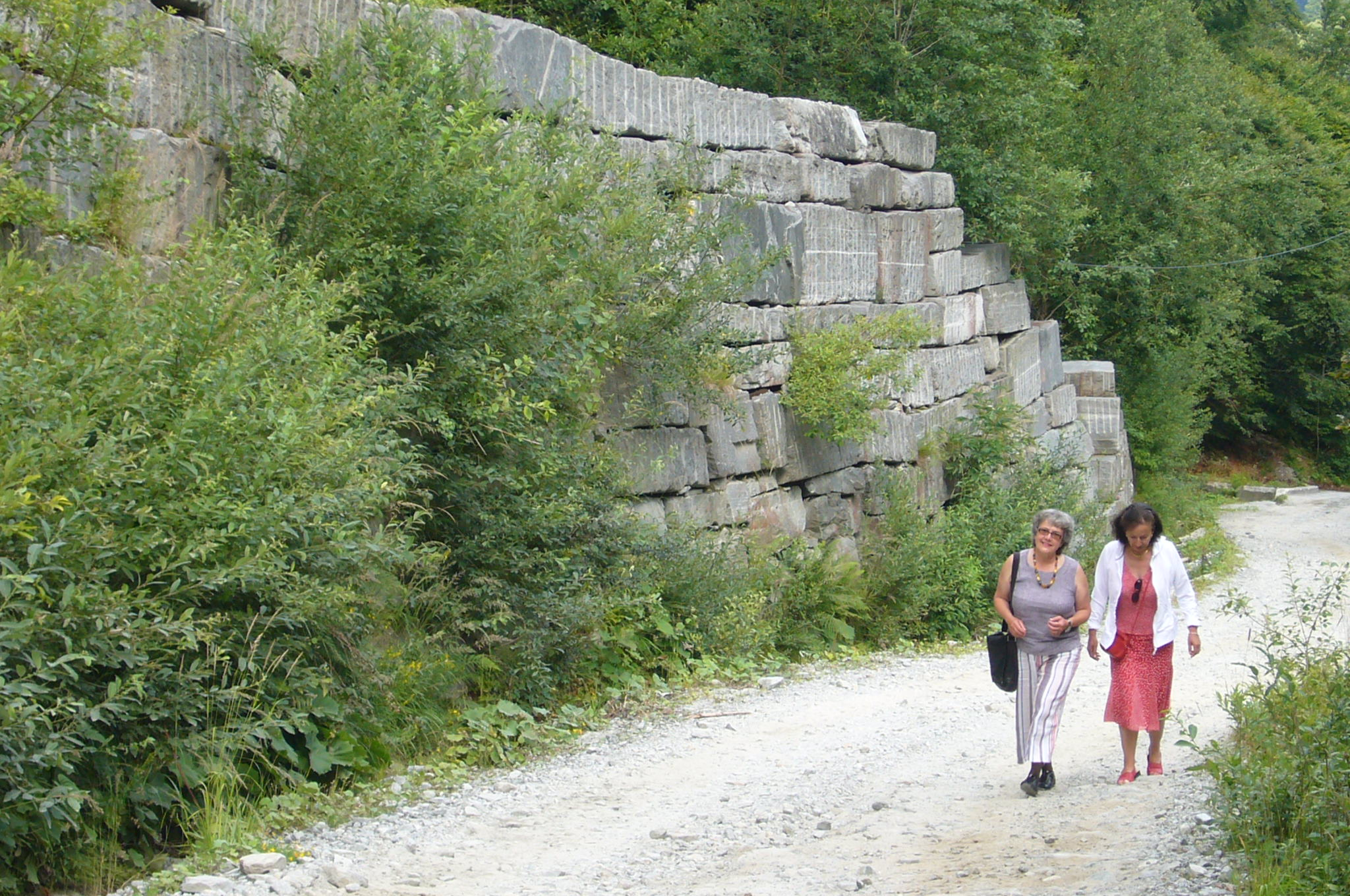
Steinbruch

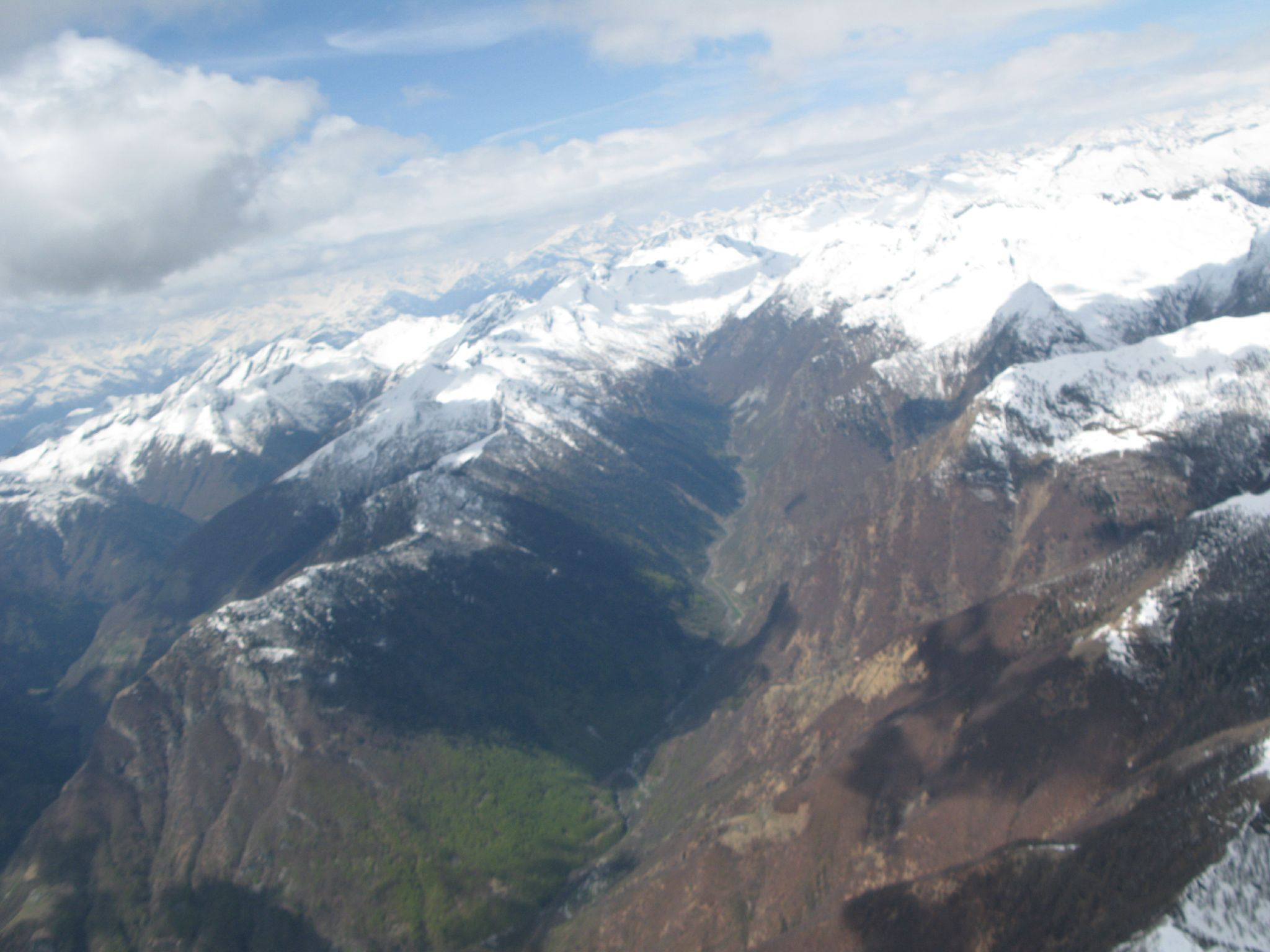
Vergeletto-Tal

Vergeletto ist eine Ortschaft in der Gemeinde Onsernone im Schweizer Kanton Tessin. Bis zum 9. April 2016 bildete sie eine eigene politische Gemeinde.

## Wappen
Beschreibung: Der Schild ist zweimal geteilt. Oben in Gold ein schwarzer Adler, im mittigen schwarzen Feld zwei goldene Schräglinksbalken und unten in Silber ein grüner Dreiberg.

## Geographie
Vergeletto liegt zusammen mit Gresso im obersten Teil eines Seitentales des Onsernonetals, dem Valle di Vergeletto, das vom Onsernone zwischen Russo und Crana beim «Ponte Oscuro» nördlich abzweigt. Es wird durchflossen vom Fluss Ribo. Westlich von Vergeletto befindet sich im Talboden ein Steinbruch.

## Geschichte
Das Dorf findet sich erstmals 1681 als Vergeledo bezeugt. Im Mittelalter gehörte es zur vicinia Onsernone und zur squadra Russo TI. Vom Mittelalter bis Anfang 19. Jahrhundert war Vergeletto Teil der Squadra von Russo. Die 1803 gebildete Gemeinde umfasste auch den Weiler Gresso, bis dieser 1882 selbständig wurde. Die Pfarrkirche Beata Vergine Annunciata wurde 1658 erbaut und 1672 erweitert; 1757 trennte sich Vergeletto von der Pfarrei Russo. Bis ins 19. Jahrhundert waren fünf Mühlen in Betrieb, die nach dem Bau der Fahrstrasse um 1860 an Bedeutung verloren; eine davon wurde zu Beginn des 21. Jahrhunderts restauriert.
Am 10. April 2016 schloss sich Vergeletto mit den damaligen Gemeinden Gresso, Isorno und Mosogno der Gemeinde Onsernone an.

## Bevölkerung
Einwohnerzahlen: Volkszählungsdaten, bis Jahr 1880 inkl. der ab 1882 eigenständigen Gemeinde Gresso.

## Verkehrsverbindungen
Vergeletto ist mit notwendigem Umsteigen bei Russo per Postauto direkt von Locarno aus erreichbar.
Im zeitweise auch mit Postauto erreichbaren Weiler Zott, westlich von Vergeletto, führt eine kleine Seilbahn (mit geschlossenen Kabinen) auf den Aussichtspunkt der Alpe Salèi.

## Wanderungen
Von der Alpe Salèi und der Berghütte Capanna Alpe Salei aus sind verschiedene leichtere und anspruchsvollere Wanderungen in alle Richtungen möglich, so insbesondere auf den nahen Pizzo Zucchero oder technisch schwieriger auf den Mottone im Osten und direkt auf den Pilone im Westen, oder als längere Rundwanderung in etwa halber Höhe zum Talboden um die beiden erstgenannten Gipfel nördlich und östlich herum nach Crana im Onsernone. Eine noch weitere Höhenwanderung führt von der Alpe Salèi auf etwa 1700 bis 1800 m über Meer in weitem Bogen nach Westen über die Alpe d’Arena zur Alpe di Porcarésc und dann im Talboden zurück nach Zott und Vergeletto. Nach Süden können von der Alpe Salèi direkt Comologno und Spruga im Onsernone auf Wanderwegen erreicht werden.
Westlich gelangt man von Vergeletto und Gresso aus über alpine Pässe ins italienische Ossolatal, nach Norden ins schweizerische Seitental von Campo (Vallemaggia) oder nach Osten direkt ins Maggiatal.

## Sehenswürdigkeiten
- Pfarrkirche Beata Vergine Annunciata von 1658[3]
- alte Mühle am Seitenbach Ri di Vergeletto[3]
- Ponte Romano mit Wegkapelle südlich davon am über längere Strecken noch gut erhaltenen alten Maultierweg (mulattiera) vom Dorfkern um Kirche und Friedhof in Vergeletto zum Ponte Oscuro bei Crana[3]
- Waldreservat «Arena»[3]
- Eisfälle (Cascate di Ghiaccio)[3]

## Persönlichkeiten
- Massimo Terribilini (* 21. Dezember 1924 in Vira (Gambarogno)) (Bürgerort Vergeletto), Kunstmaler[4][5]